# Tizi Gheniff
Tizi Gheniff è un comune dell'Algeria, situato nella provincia di Tizi Ouzou.